# NK Šparta Beli Manastir
Nogometni klub Šparta Beli Manastir hrvatski je nogometni klub iz Belog Manastira. Trenutačno se ne natječe.

## Povijest
Osnutkom ŠK Šparta 1924. započet je organizirani nogomet u Baranji. Klub je bio dio Osječkog nogometnog podsaveza. Šparta je svaki put bila prvak Baranje od 1930. do 1941. Klupske boje 1932. bile su crna i bijela. Klub obnavlja rad 1946. pod imenom NK Šparta.
Šparta je 1951. bila prvak oblasti. U sezoni 1954./55. bila je prvak podsaveza, no nije uspjela izboriti plasman u Treću zonu preko kvalifikacija u kojima je bila zadnja. Šparta je naredne sezone ponovno bila prvak Osječkog podsaveza. Sezone 1956./57. i 1957./58. provela je u Trećoj zoni (2. rangu jugoslavenskog nogometa). Iduće sezone zonske lige su ukinute te je vraćena Druga savezna liga, no ne u jedinstvenom obliku, već u obliku dviju skupina. Šparta od tad igra u Slavonskoj zoni (3. rang) te u svojoj debitantskoj sezoni osvaja natjecanje. Završila je druga u svojoj kvalifikacijskoj skupini (iza ilidžanskog Igmana) te time nije izborila plasman u Drugu saveznu ligu – Zapad. U sezoni 1962./63. ponovno osvaja Slavonsku zonu. Ovaj put nije bilo kvalifikacija tako da se Šparta automatski plasirala u Drugu saveznu ligu – Zapad u kojoj je provela samo jednu sezonu završivši na 16., posljednjem mjestu. Šparta je iduće sezone (1964./65.) osvojila svoj 3. naslov prvaka Slavonske zone. U borbi za viši rang Šparta je prvo ispala od sisačke Segeste u kvalifikacijama, a potom i od riječkog Orijenta u dodatnim kvalifikacijama. Slavonska zona je od sezone 1971./72. podijeljena na dvije skupine: Podravsku i Posavsku. Šparta je igrala u Podravskoj skupini sve do 1979. Šparta je u sezoni 1979./80. zaigrala u novonastaloj Regionalnoj ligi Slavonije i Baranje koju je iste sezone osvojila. Od sezone 1980./81. igrala je u Hrvatskoj nogometnoj ligi. Godine 1983. Hrvatska nogometna liga podijeljena je na četiri skupine, a Šparta je svrstana u istočnu skupinu. U njoj je provela četiri sezone tijekom kojih je u dva navrata bila prvak (1983./84., 1986./87.) i doprvak (1984./85., 1985./86.). Šparta 1984. nije uspjela izboriti viši rang putem kvalifikacija. Bila je uspješna 1987. u kvalifikacijama za Drugu saveznu ligu – Zapad u kojima je eliminirala riječki Orijent, Zagreb i zaprešićku Jugokeramiku. Šparta je u Drugoj saveznoj ligi – Zapad 1987./88. ostvarila 11. od 18 mjesta koje nije bilo dovoljno za opstanak u ligi. Od tada do raspada Jugoslavije Šparta je svake sezone ispala u niži rang.
Godine 1991. započeo je Domovinski rat. Te godine hrvatski klubovi istupili su iz jugoslavenskog nogometnog sustava, a Šparta je zaigrala u nogometnom sustavu nepriznate Republike Srpske Krajine. Prvo prvenstvo Republike Srpske Krajine održano je 1992./93. Šparta je kao prvak baranjske lige bila jedan od sudionika završnog turnira za prvaka. Šparta je završila na 2. mjestu, iza glinske Banije koja je po bodovima bila izjednačena sa Špartom. Banija je imala gol-razliku 6:2, a Šparta gol-razliku 5:2, s time da je Baniji dodijeljena pobjeda od 3:0 u utakmici s kninskom Dinarom čiji su igrači napustili teren pri rezultatu 2:0 zbog suđenja. Šparta je u sezoni 1993./94. osvojila prvenstvo te je izgubila 3:1 u finalu jedinog izdanja kupa Republike Srpske Krajine od kistanjske Bukovice.
Prestaje s radom 1998. Klub je obnovljen 2014. nakon 16 godina mirovanja povodom 90. godišnjice osnutka kluba.

## Pregled plasmana po sezonama
| Sezona        | Rang  | Liga                                      | Plasman   |
| ------------- | ----- | ----------------------------------------- | --------- |
| 1950.         |       | Oblasna liga NP Osijek – Osječka grupa    | 8.        |
| 1951.         |       | Oblasna liga NP Osijek – Osječka grupa    | 1.        |
| 1952.         | II.   | Podsavezna liga NP Osijek                 | 4.        |
| 1952./53.     | III.  | Podsavezna liga NP Osijek                 | 4.        |
| 1953./54.     | IV.   | Podsavezna liga NP Osijek                 | 4.        |
| 1954./55.     | III.  | Pokrajinska liga NP Osijek                | 1.        |
| 1955./56.     | III.  | Pokrajinska liga NP Osijek                | 1.        |
| 1956./57.     | II.   | Treća zona                                | 9.        |
| 1957./58.     | II.   | Treća zona                                | 11.       |
| 1958./59.     | III.  | Slavonska zona                            | 1.        |
| 1959./60.     | III.  | Slavonska zona                            | 4.        |
| 1960./61.     | III.  | Slavonska zona                            | 6.        |
| 1961./62.     | III.  | Slavonska zona                            | 2.        |
| 1962./63.     | III.  | Slavonska zona                            | 1.        |
| 1963./64.     | II.   | Druga savezna liga – Zapad                | 16.       |
| 1964./65.     | III.  | Slavonska zona                            | 1.        |
| 1965./66.     | III.  | Slavonska zona                            | 9.        |
| 1966./67.     | III.  | Slavonska zona                            | 7.        |
| 1967./68.     | III.  | Slavonska zona                            | 11.       |
| 1968./69.     | III.  | Slavonska zona                            | 10.       |
| 1969./70.     | III.  | Slavonska zona                            | 13.       |
| 1970./71.     | III.  | Slavonska zona                            | 9.        |
| 1971./72.     | III.  | Slavonska zona – Podravska skupina        | 5.        |
| 1972./73.     | III.  | Slavonska zona – Podravska skupina        | 13.       |
| 1973./74.     | IV.   | Slavonska zona – Podravska skupina        | 9.        |
| 1974./75.     | IV.   | Slavonska zona – Podravska skupina        | 6.        |
| 1975./76.     | IV.   | Slavonska zona – Podravska skupina        | 4.        |
| 1976./77.     | IV.   | Slavonska zona – Podravska skupina        | 10.       |
| 1977./78.     | IV.   | Slavonska zona – Podravska skupina        | 9.        |
| 1978./79.     | IV.   | Slavonska zona – Podravska skupina        | 5.        |
| 1979./80.     | IV.   | Regionalna liga Slavonije i Baranje       | 1.        |
| 1980./81.     | III.  | Hrvatska nogometna liga                   | 13.       |
| 1981./82.     | III.  | Hrvatska nogometna liga                   | 5.        |
| 1982./83.     | III.  | Hrvatska nogometna liga                   | 2.        |
| 1983./84.     | III.  | Hrvatska nogometna liga – Istok           | 1.        |
| 1984./85.     | III.  | Hrvatska nogometna liga – Istok           | 2.        |
| 1985./86.     | III.  | Hrvatska nogometna liga – Istok           | 2.        |
| 1986./87.     | III.  | Hrvatska nogometna liga – Istok           | 1.        |
| 1987./88.     | II.   | Druga savezna liga – Zapad                | 11.       |
| 1988./89.     | III.  | Međurepublička liga – Sjever              | 16.       |
| 1989./90.     | IV.   | Hrvatska nogometna liga – Istok           | 16.       |
| 1990./91.     |       | ???                                       |           |
| 1991./92.     |       | Nije igrala zbog rata                     |           |
| 1992./93.     | I.    | Prvenstvo Republike Srpske Krajine        | 2.        |
| 1993./94.     | I.    | Prvenstvo Republike Srpske Krajine        | 1.        |
| 1994./95.     | I.    | Prvenstvo Republike Srpske Krajine        | prekinuto |
| 1995./96.     |       | ???                                       |           |
| 1996./97.     |       | ???                                       |           |
| 1997./98.     |       | ???                                       |           |
| 1998. – 2014. |       | nije se natjecala                         |           |
| 2014./15.     | VIII. | 3. ŽNL Osječko-baranjska NS Beli Manastir | 10.       |
| 2015./16.     | VII.  | 3. ŽNL Osječko-baranjska NS Beli Manastir | 6.        |
| 2016./17.     | VII.  | 3. ŽNL Osječko-baranjska NS Beli Manastir | 1.        |
| 2017./18.     | VI.   | 2. ŽNL Osječko-baranjska NS Beli Manastir | 13.       |
| 2018./19.     | VI.   | 2. ŽNL Osječko-baranjska NS Beli Manastir | 13.       |
| 2019./20.     | VI.   | 2. ŽNL Osječko-baranjska NS Beli Manastir | 4.        |

## Sastav 1963./64.
Za Špartu su u sezoni 1963./64. Druge savezne lige – Zapad igrali: Borivoj Belić 17, Ivan Matijašić 16 – Ljubomir Brnović 23, Petar Šolić 23, Franjo Kovač 23, Fuad Bećarević 18/1, Milan Belić 17/1, Ljubomir Rajković 14, Nikola Kuček 13, Ivan Rešetar 11, Lazo Vuković 8, Boško Bačvanin 3, Josip Vugrinac 1, Dragan Devčić 1, Milorad Kokanović 1 – Pero Popović 29/5, Ljubisav Živković 29/3, Sead Bećarević 22, Žikica Vukčević 20/2, Božo Bjelica 18/9, Dušan Čordašić 15/3, Lajoš Nađ 8/5, Vladimir Tompić 6, Janoš Horvat 3, Ljudevit Rebrica 3, Radovan Dimitrijević 2, Srboljub Lazić 1, Zoran Antonijević 1

## Vanjske poveznice
- Profil, HNS Semafor